# Чучукало Дмитро Владиславович
Дмитро Владиславович Чучукало (5 жовтня 1995) — український фехтувальник на рапірах, чемпіон літньої Універсіади 2017 року.

## Біографія
Дмитро Чучукало представляє на міжнародних змаганнях місто Київ.
Найбільшим досягненням спортсмена є перемога на літній Універсіаді 2017 року в особистих змаганнях. 